# 卡爾·麥卡尼
卡爾·麥卡尼（英語：Karl McCartney，1968年10月25日—）是一位英格蘭政治人物，他的黨籍是保守黨。自2010年開始，他擔任林肯選區選出的英國下議院議員。他曾經是大學學生會主席和學校橄欖球隊的隊員。